# Agrarflugzeug

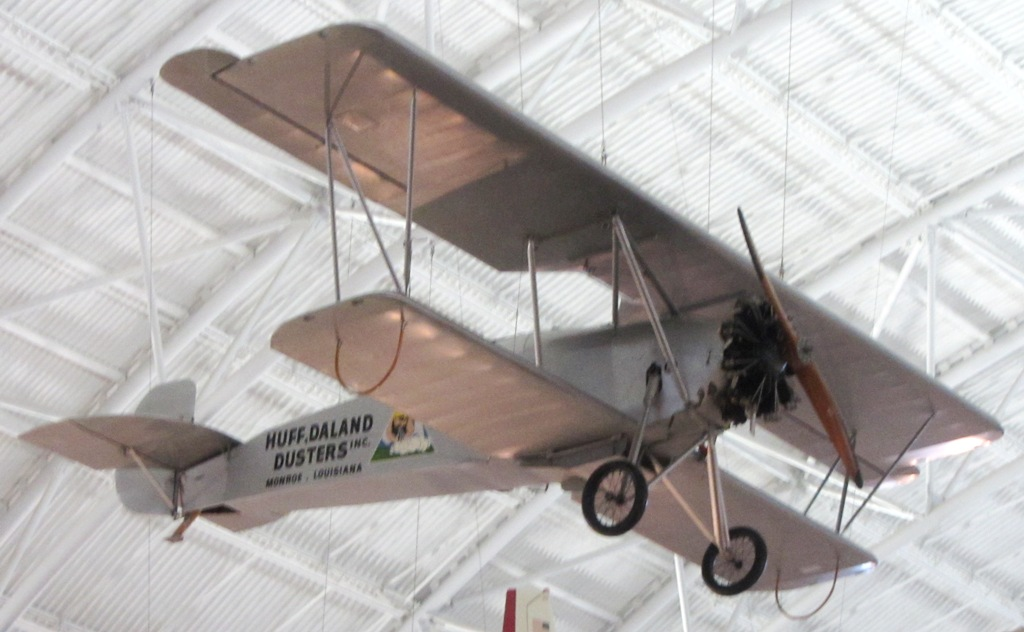
Die Huff-Daland Duster Petrel 31 war das weltweit erste Agrarflugzeug

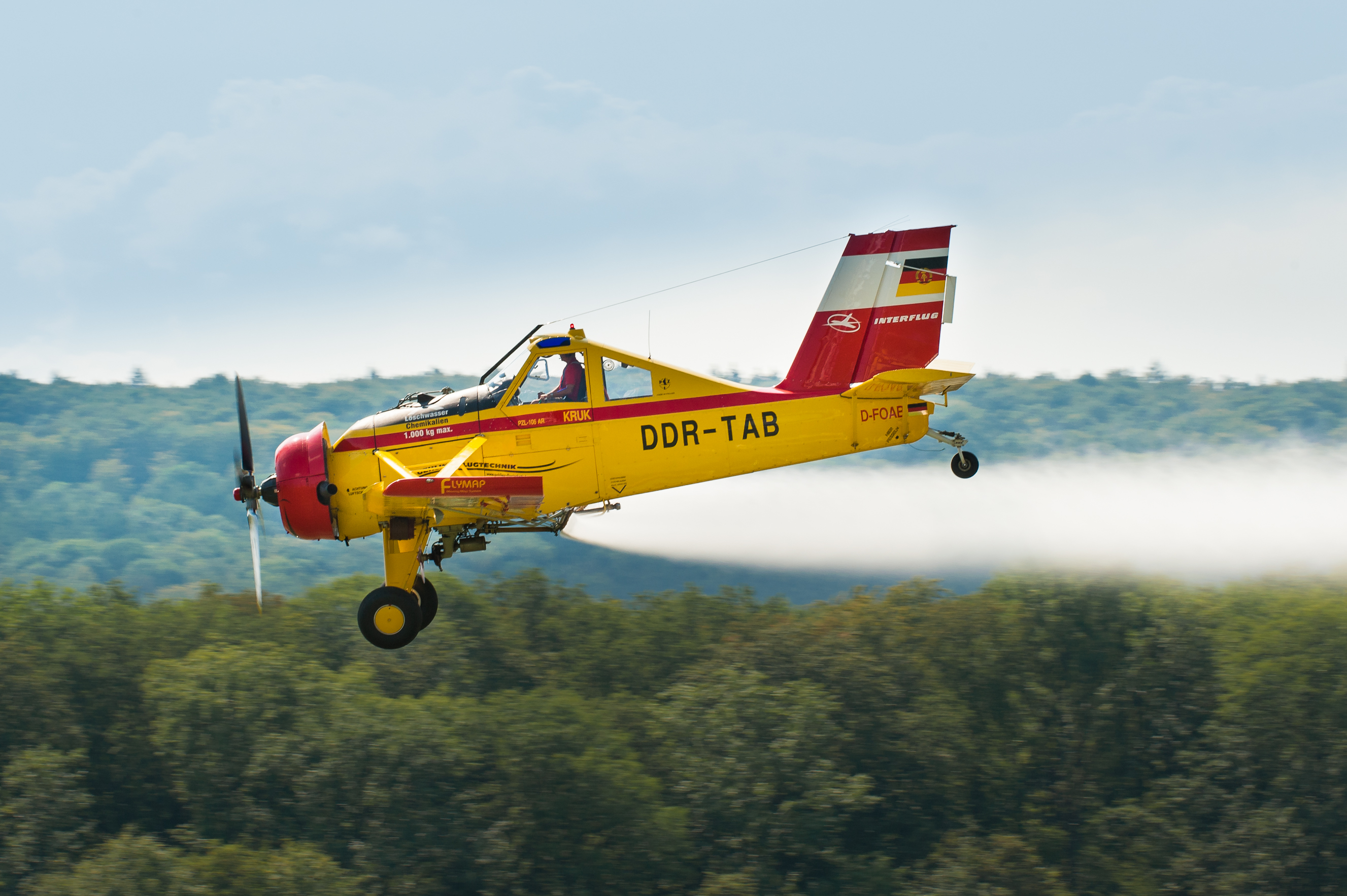
Ein typisches Agrarflugzeug, die PZL-106 Kruk. Gut zu sehen sind die festen Vorflügel zur Verbesserung der Langsamflugeigenschaften

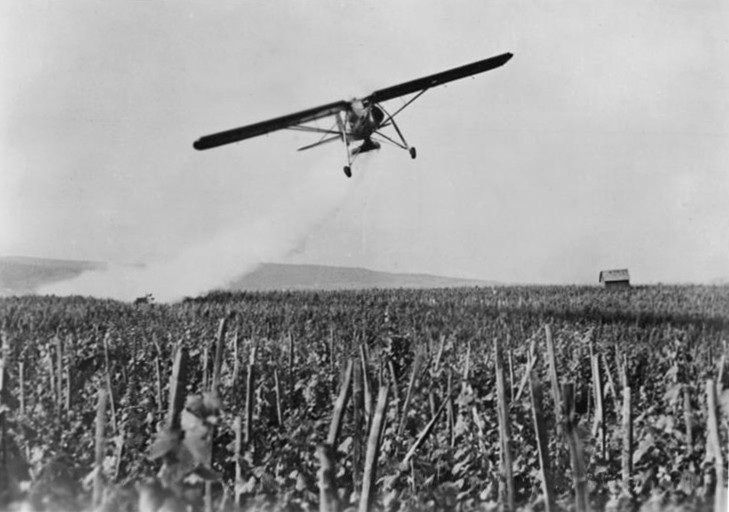
Insektenbekämpfung in Weingärten bei Bratislava, 1951

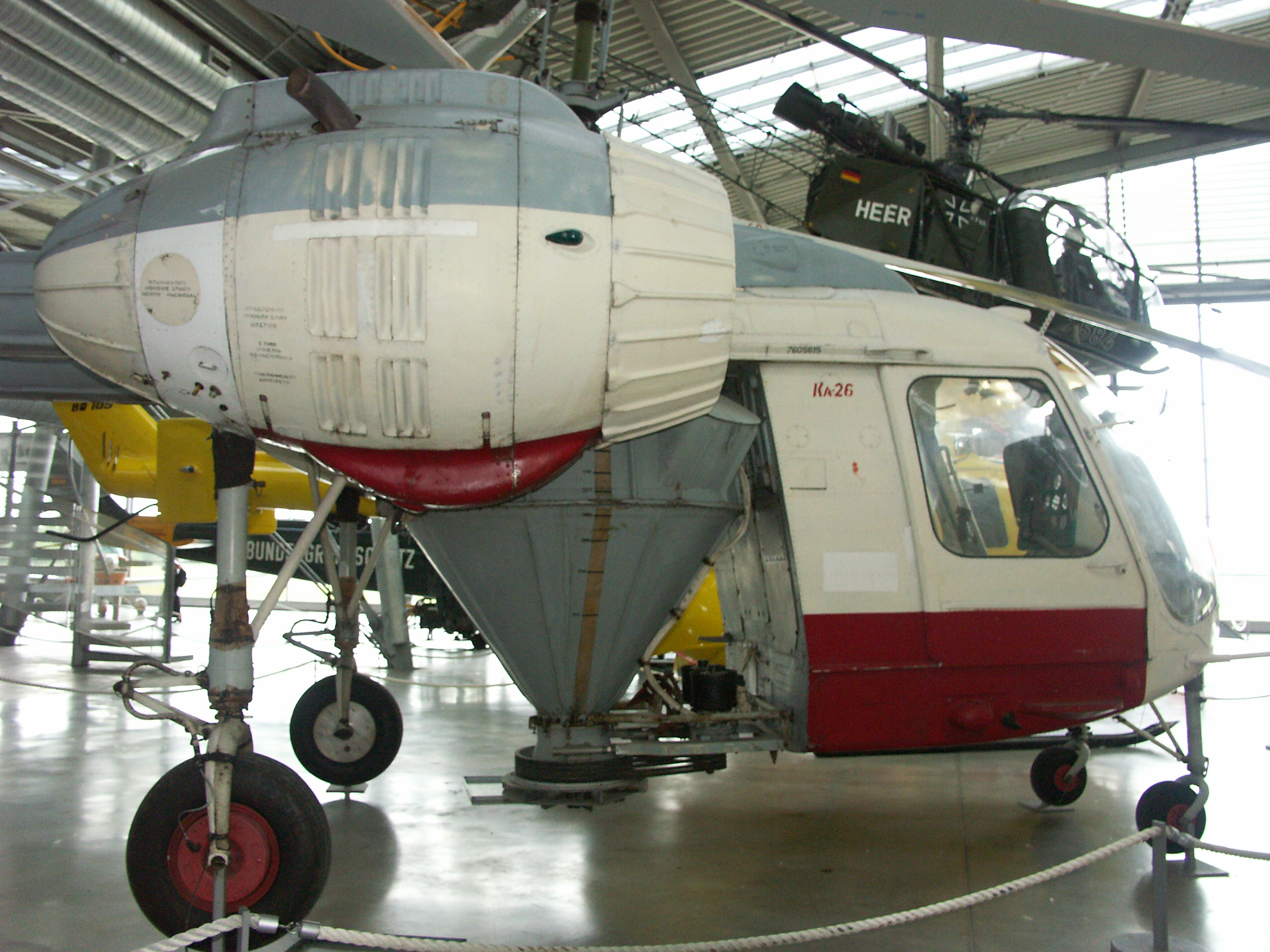
Agrarhubschrauber Ka-26 mit Chemikalienbehälter und Streuanlage hinter dem Cockpit

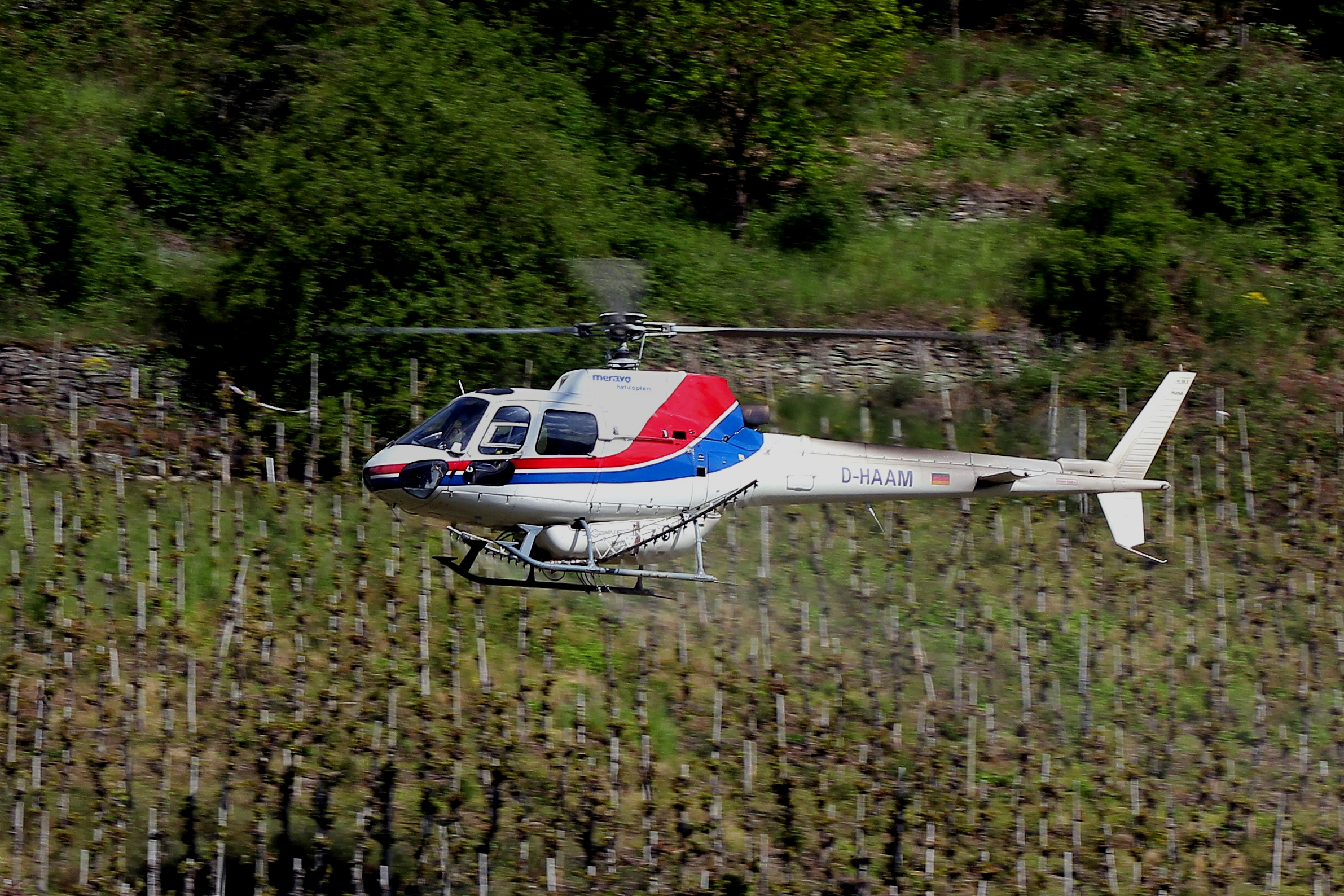
Eurocopter AS 350 BA im Weinberg

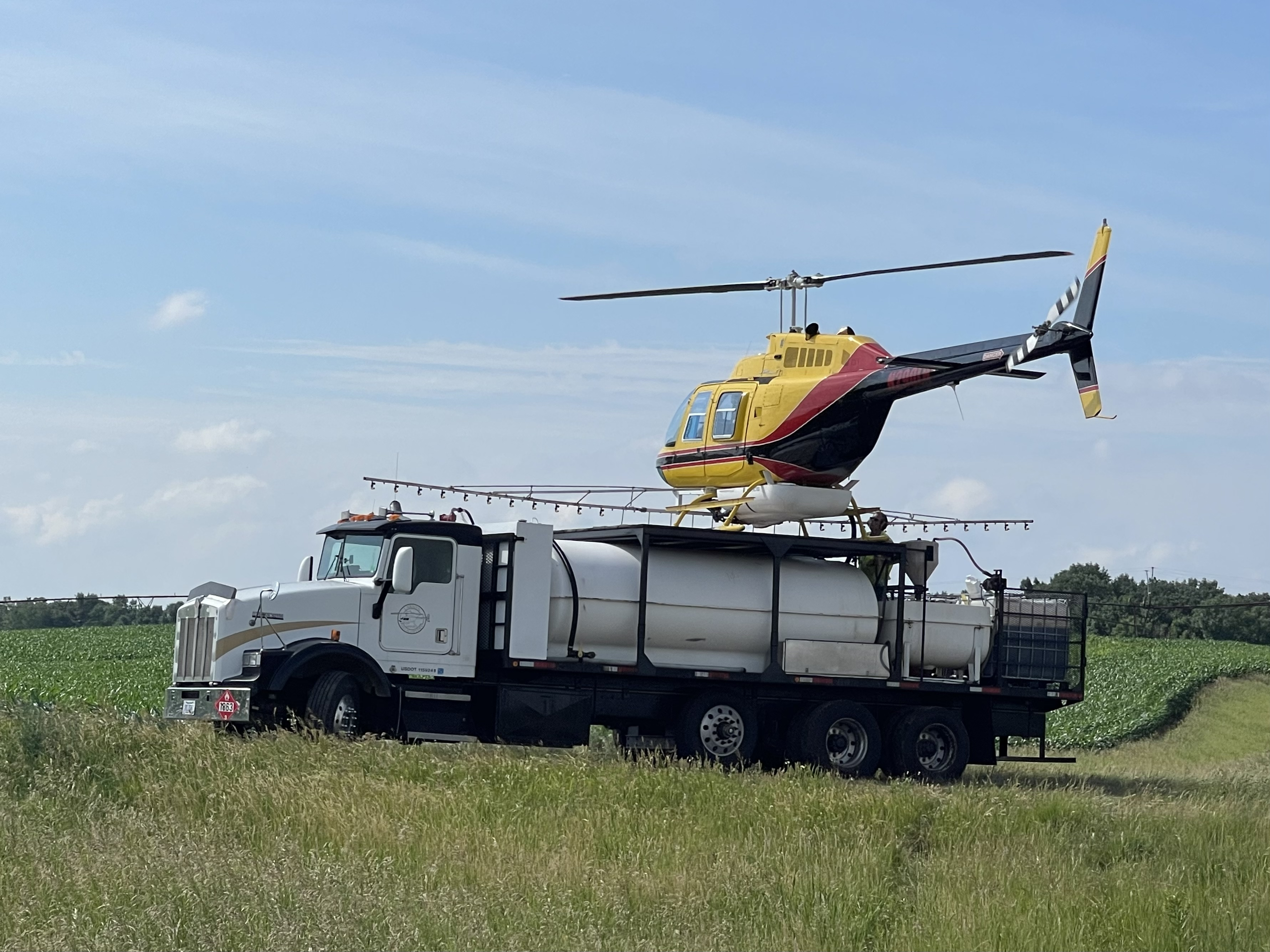
Agrarhubschrauber auf dem Landeplatz seines Tankwagens

Ein Agrarflugzeug ist ein Flugzeug, das speziell zur Verwendung in der Landwirtschaft ausgerüstet und zugelassen ist. Die weltweit ersten Agrarflugzeuge wurden 1924 von der US-amerikanischen Huff-Daland Aero Company gebaut.

## Zweck
Der Einsatzzweck eines solchen Flugzeuges ist insbesondere das Ausbringen von flüssigen oder festen Stoffen zur Schädlingsbekämpfung oder Düngung auf großen, gelegentlich unzugänglichen Flächen. Dazu verfügt es über einen großen Chemikalienbehälter und Applikationsanlagen zur Ausbringung der jeweiligen Stoffe.
Zumindest die kleineren Agrarflugzeuge sind einsitzig. Der zweite Sitz wird meistens zu Gunsten einer größeren Ladekapazität durch einen Tank ersetzt.
Der Luftwiderstand ist wegen der geringen Geschwindigkeit nebensächlich, dafür wird großer Wert auf sicheres Flugverhalten bei niedriger Geschwindigkeit und einfache Bedienung gelegt.
Spezielle Agrarflugzeuge sind meistens robuste, häufig einmotorige Flugzeuge mit starrem Fahrwerk und ohne Druckkabine, ausgerüstet mit einem besonders starken Motor. Viele Agrarflieger sind STOL-fähig. Aufgrund dieser Konstruktionsmerkmale eignen sich viele Agrarflugzeuge auch für den Einsatz als Löschflugzeuge, da ihre Tanks in den meisten Fällen auch mit Löschwasser befüllt werden können.
Es besteht auch die Möglichkeit, Mehrzweckflugzeuge wie z. B. die Antonow An-2 temporär mit einer entsprechenden Ausrüstung zu versehen und diese dann als Agrarflugzeuge zu verwenden. Hubschrauber werden ebenfalls im Agrarflug eingesetzt.

## Typen (Auswahl)

### Flugzeuge
- Aero L-60 „Brigadyr“
- Cessna 188
- Embraer EMB 200 „Ipanema“
- Let Z-37 „Čmelák“
- Piper PA-25 „Pawnee“
- PZL-106 „Kruk“
- PZL M18 „Dromader“
- T-500 von ONPP Technologija
- Transavia PL-12 „Airtruk“
- Air Tractor AT-802

Zur Vertreibung von Staren im Seewinkel (A) (durch Erscheinen, Lärm und Pistolenknall) werden abgespeckte und damit besonders wendige Flugzeuge älterer Typen im Tiefflug geflogen:
- Piper Cub wie J-3C, L-4, J-5
- Piper PA-18 (Super Cub) und L-18

### Hubschrauber
- Kamow Ka-26
- Mil Mi-1
- Eurocopter AS 350 BA mit Zusatzeinrichtung (Tank und Sprühbalken)

## Kulturelle Rezeption
Im 1959 entstandenen Hitchcock-Spielfilm Der unsichtbare Dritte wird der Protagonist (Cary Grant) von einem Sprühflugzeug angegriffen.
Im 1977 veröffentlichten Lied Jožin z bažin der tschechischen Banjo-Band wird ein Sprühflugzeug verwendet, um ein menschenfressendes Monster unschädlich zu machen.
Die computeranimierte 3D-Filmkomödie Planes, die 2013 von den DisneyToon Studios produziert wurde, handelt von einem Sprühflugzeug, das bei einem Flugzeugrennen teilnehmen will.